# Encephalartos middelburgensis
Encephalartos middelburgensis — вид голонасінних рослин класу саговникоподібні (Cycadopsida).
Етимологія: від району Middelburg, східний Трансвааль, з суфіксом лат. -ensis що вказує на походження.

## Опис
Рослини деревовиді; стовбур 7 м заввишки, 40 см діаметром. Листки 100—180 см в довжину, сині або срібні, тьмяні; хребет синій, прямий, жорсткий; черешок прямий, без колючок. Листові фрагменти ланцетні; середні — 18–20 см завдовжки, 14–20 мм завширшки. Пилкові шишки 4–8, вузько яйцеподібні, зелені, завдовжки 30–35 см, 8–12 см діаметром. Насіннєві шишки 4–8, яйцеподібні, зелені, завдовжки 35–45 см, 17–20 см діаметром. Насіння довгасте, завдовжки 35–40 мм, шириною 20–25 мм, саркотеста жовта або оранжево-коричнева.

## Поширення, екологія
Країни поширення: ПАР (Гаутенг, Мпумаланга). Росте на висотах від 1100 до 1400 м над рівнем моря. Цей вид зустрічається на луках та в річкових долинах.

## Загрози та охорона
Відкриття таксона спровокувало серйозну загрозу від колекторів у 1960-х. Хоча законодавство приборкало діяльність колекторів, експлуатація особин таксона ще триває сьогодні. Розвиток напів-інтенсивних сільськогосподарських районів у межах і навколо ареалу таксона повинні справити величезний вплив на стабільність таксона, особливо з підвищеною практикою спалювання. Таксон є надзвичайно уразливим для вогню. Рослини зустрічаються в англ. Loskopdam Nature Reserve, Ezemvelo Nature Reserve, Rhenosterpoort Private Nature Reserve. 